# The Bridge (azienda)
The Bridge è un marchio di pelletteria italiano fondato a Firenze nel 1969. Dal 2016 fa parte del gruppo Piquadro.

## Storia del marchio
Originariamente chiamata Il Ponte Pelletteria, l'azienda viene fondata nel 1969 nella città di Scandicci, in provincia di Firenze. I fondatori sono cinque pellettieri fiorentini: Fiorenza Benvenuti, Fernando Biagioni, Roberto Boncinelli, Andrea Ferri e Arturo Senserini.
Il marchio assume il nome The Bridge nel 1975 e, nel 1987, si trasferisce la sua sede produttiva nel distretto industriale di Scandicci.
Fornitori storici che hanno aiutato a distinguere il marchio è Conceria Il Gabbiano, come citato da Amato Santi (pelletteria "I Santi") nel suo libro La Borsa Racconta.
Nel 2015, The Bridge partecipa per la prima volta alla fiera internazionale di Pitti Immagine Uomo, con una collezione firmata dal direttore creativo Eduardo Wongvalle. Nell'ottobre 2016, The Bridge apre il suo primo negozio monomarca in Corea del Sud, per poi espandere la sua presenza commerciale in Asia con altri punti vendita. Lo stesso anno, a seguito di un periodo non propizio per la firma fiorentina in cui fece appello alla procedura di cassa integrazione per un anno, il marchio The Bridge viene acquisito da Piquadro S.p.a.; l'acquisizione si svolse in due momenti distinti: nel dicembre 2016 venne acquistato l'80% del capitale sociale e nel 2022 venne acquisito il restante 20%.
Alla fine del 2022, The Bridge conta circa sessanta dipendenti presso la sede di Scandicci e venticinque dipendenti nei negozi monomarca, con una rete di distribuzione di circa 600 punti vendita in Italia e 700 nel resto del mondo.